# Ấm trà Hitler
Ấm trà Hitler (hay còn gọi là ấm pha trà Hitler, tên chính thức là Bells and Whistles Stainless Steel Tea Kettle) là một chiếc ấm nước bằng thép không gỉ được rao bán vào năm 2013 bởi nhà bán lẻ và chuỗi cửa hàng bách hóa JCPenney của Mỹ. Chiếc ấm đã thu hút sự chú ý trên mạng xã hội do được nhận xét là giống với Adolf Hitler.

## Lịch sử
Chiếc ấm được thiết kế bởi kiến trúc sư kiêm nhà thiết kế người Mỹ Michael Graves như một phần của bộ sưu tập các sản phẩm cho JCPenney. Sản phẩm lần đầu tiên thu hút sự chú ý vào tháng 5 năm 2013 khi một bức ảnh chụp tấm biển quảng cáo ấm trà trên Xa lộ Cao tốc Liên bang 405 ở Culver City, California, được đăng tải trực tuyến. Nhiều người dùng Internet, đặc biệt là các trang tổng hợp tin tức xã hội như Reddit, đã nhận thấy chiếc ấm đun nước giống với Adolf Hitler, nhà độc tài của Đức từ năm 1933 đến năm 1945. Thiết kế của ấm đun nước kết hợp tay cầm và nắp đậy màu đen mà nhiều người cho rằng trông giống như kiểu tóc rẽ ngôi của Hitler và bộ ria mép bàn chải đánh răng, đi kèm cái vòi được cho là giống cánh tay phải giơ lên trong kiểu chào của Đức Quốc xã. Một cuộc thăm dò ý kiến của đài truyền thanh KPCC đã cho thấy khoảng 31% cho rằng nó giống nhà độc tài, trong khi khoảng 25% thì không.

## Phản ứng
Do thu hút sự chú ý của giới truyền thông, chiếc ấm đã nhanh chóng bán hết sạch tại các cửa hàng của JCPenney, một số chiếc sau đó xuất hiện trở lại trên eBay với giá cao tới 199 USD, so với giá bán lẻ ban đầu là 40 USD. Công ty sau đó đã gỡ bỏ bảng quảng cáo từng gây ra sự quan tâm cao ban đầu đối với sản phẩm, đồng thời nói rằng bất kỳ sự giống nhau nào của ấm đun nước với Hitler đều là vô tình, nói rõ trong một tweet: "Nếu chúng tôi thiết kế ấm đun nước để trông giống như một cái gì đó, chúng tôi sẽ chọn người tuyết". Ấm trà Hitler được coi là một ví dụ của pareidolia, một hiện tượng trong đó con người "nhìn" thấy được các hình ảnh có ý nghĩa một cách ngẫu nhiên dưới dạng hình thể khác. Viết trên tờ Haaretz, Gavriel Rosenfeld đã mô tả sự phổ biến của ấm trà Hitler như một phần của hiện tượng "Hitler hóa" và các meme của Hitler.